# BRIT Awards 2021

Logo della manifestazione

La XLI edizione dei BRIT Awards, si è svolta l'11 maggio 2021. La cerimonia normalmente si tiene a febbraio di ogni anno, ma a causa della pandemia di COVID-19, la data è stata rinviata.
La cerimonia di premiazione è stata trasmessa da ITV.
Il presentatore è stato il comico Jack Whitehall, che ha questo ruolo dall'edizione del 2018.

## Esibizioni
| Artisti                                               | Canzoni                                                                               |
| Pre-show                                              | Pre-show                                                                              |
| ----------------------------------------------------- | ------------------------------------------------------------------------------------- |
| Jessie Ware                                           | Remember Where You Are                                                                |
| Krupt FM Craig David                                  | Summertime                                                                            |
| Show principale                                       |                                                                                       |
| Coldplay                                              | Higher Power                                                                          |
| Dua Lipa                                              | Medley Love Again Physical Pretty Please Hallucinate Don't Start Now Future Nostalgia |
| Olivia Rodrigo                                        | Drivers License                                                                       |
| Arlo Parks                                            | Hope                                                                                  |
| Years & Years Olly Alexander Elton John David Furnish | It's a Sin                                                                            |
| The Weeknd                                            | Save Your Tears                                                                       |
| Celeste Griff                                         | Black Hole                                                                            |
| Headie One                                            | Ain't It Different (con AJ Tracey) Princess Cuts (con Young T & Bugsey)               |
| Rag'n'Bone Man P!nk Lewisham & Greenwich NHS Choir    | Anywhere Away from Here                                                               |

## Candidature
Le candidature sono state annunciate il 31 marzo 2021.
In grassetto sono indicati i vincitori.

### British Album of the Year (Album britannico dell'anno)
- Dua Lipa – Future Nostalgia

- Arlo Parks – Collapsed in Sunbeams
- Celeste – Not Your Muse
- J Hus – Big Conspiracy
- Jessie Ware – What's Your Pleasure?

### British Single (Canzone britannica)
- Harry Styles – Watermelon Sugar
- 220 Kid e Gracey – Don't Need Love
- Aitch e AJ Tracey featuring Tay Keith – Rain
- Dua Lipa – Physical
- Headie One, AJ Tracey e Stormzy – Ain't It Different
- Joel Corry featuring MNEK – Head & Heart
- Nathan Dawe feat. KSI – Lighter
- Regard e Raye – Secrets
- S1mba feat. DTG – Rover
- Young T & Bugsey feat. Headie One – Don't Rush

### British Male Solo Artist (Artista maschile britannico solista)
- J Hus
- AJ Tracey
- Headie One
- Joel Corry
- Yungblud

### British Female Solo Artist (Artista femminile britannica solista)
- Dua Lipa
- Arlo Parks
- Celeste
- Jessie Ware
- Lianne La Havas

### British Group (Gruppo britannico)
- Little Mix
- Bicep
- Biffy Clyro
- The 1975
- Young T & Bugsey

### Breakthrough Artist (Artista rivelazione)
- Arlo Parks
- Bicep
- Celeste
- Joel Corry
- Young T & Bugsey

### International Male Solo Artist (Artista maschile solista straniero)
- The Weeknd
- Bruce Springsteen
- Burna Boy
- Childish Gambino
- Tame Impala

### International Female Solo Artist (Artista femminile solista straniera)
- Billie Eilish
- Ariana Grande
- Cardi B
- Miley Cyrus
- Taylor Swift

### International Group (Gruppo straniero)
- Haim
- BTS
- Fontaines D.C.
- Foo Fighters
- Run the Jewels

### Rising Star Award (Miglior artista in ascesa)
- Griff
- Pa Salieu
- Rina Sawayama

### Global Icon Award
- Taylor Swift